# Vuelo 945 de Iran Airtour
El 1 de septiembre de 2006, un avión Tu-154 de Iran Airtour que viajaba desde Bandar Abbas con 11 tripulantes y 137 pasajeros a bordo estalló en llamas al aterrizar en Mashhad, Irán, a las 13:45 hora local, matando a 28 de las personas a bordo.

## Posibles causas
No se conoce la causa específica, sin embargo se cree que el neumático del tren de morro explotó al aterrizar.

## Aeronave
El avión había estado en servicio activo desde 1988 y tenía aproximadamente 19.000 horas de vuelo repartidas en unos 2.200 vuelos. Originalmente era propiedad de Aeroflot. El avión fue arrendado por Iran Airtour en agosto de 2005 después de haber sido operado por varias otras aerolíneas.